# Décennie (album)
Albums de Jul
La route est longue
(2023) Mise à jour
(2024)
Décennie est le vingt-et-unième album studio du rappeur français Jul sorti le 19 janvier 2024 sous le label D'or et de platine.

## Genèse
Un mois seulement après la sortie de son album de décembre (La route est longue), Jul annonce un nouvel album pour la fin-janvier, afin de célébrer ses dix ans de carrière. Le nom de l'album y fait d'ailleurs référence.

## Liste des titres
| No  | Titre                                          | Compositeur(s)           | Durée |
| --- | ---------------------------------------------- | ------------------------ | ----- |
| 1.  | Siège chauffant                                | Kakouprod                | 3:33  |
| 2.  | D'or et de diamant                             | Kakouprod                | 2:56  |
| 3.  | Je salue                                       | Almess Beats             |       |
| 4.  | Avec tonton (feat. Rim'K)                      | Banshee, Zeeko, Veteran  | 3:38  |
| 5.  | Vacancia                                       | Boumidjal, Holomobb      | 2:26  |
| 6.  | C'est pas grandiose                            | Kakouprod                | 4:11  |
| 7.  | TP dans le froid (feat. ZKR et Le Rat Luciano) | Handy Kap'z, Universound | 4:51  |
| 8.  | Love de toi                                    | Jul                      | 3:22  |
| 9.  | Blocco (feat. Baby Gang)                       | 2nd Roof                 | 3:01  |
| 10. | Le trio ternura (feat. Alonzo et SCH)          | Jul                      | 3:28  |
| 11. | Tout ce qu'il faut                             | MB, Nordiste             | 2:56  |
| 12. | Power                                          | Kakouprod                | 3:22  |
| 13. | Pitchi Mamore                                  | Kakouprod                | 3:23  |
| 14. | Oh qu'elle est belle (feat. Dystinct)          | YAM, Unleaded            | 3:40  |
| 15. | Mon top model                                  | AL Prod                  | 2:52  |
| 16. | Ne me fais plus coucou                         | BK Music, Handy Kap'z    | 3:14  |
| 17. | On sent pas les coups (feat. Kvra)             | 71Beats, KVRA            | 4:19  |
| 18. | Cramoutch                                      | Stef Becker              | 3:12  |
| 19. | Découpage                                      | Tricky Beats             | 4:20  |
| 20. | Incognito                                      | 71 Beats, Napalm Beats   | 2:10  |
| 21. | Couz                                           | Belhedj, Nouna           | 3:10  |
| 22. | Sicario (Houari)                               | Houari, SRK              | 3:03  |
| 23. | Corps griffé (Moubarak)                        | Kwary                    | 2:57  |

## Clips vidéos
- Love de toi : 18 janvier 2024

## Certifications et ventes
| Région        | Certification | Ventes/Streams |
| ------------- | ------------- | -------------- |
| France (SNEP) | Platine       | 100 000        |